# Phyllotrox
Phyllotrox är ett släkte av skalbaggar. Phyllotrox ingår i familjen vivlar.

## Dottertaxa tillPhyllotrox, i alfabetisk ordning[1]
- Phyllotrox abdominalis
- Phyllotrox ater
- Phyllotrox callosipennis
- Phyllotrox crassipes
- Phyllotrox depressus
- Phyllotrox dimidiatus
- Phyllotrox ferrugineus
- Phyllotrox flavescens
- Phyllotrox fulvus
- Phyllotrox inconspicuus
- Phyllotrox liturellus
- Phyllotrox maculicollis
- Phyllotrox marcidus
- Phyllotrox marginellus
- Phyllotrox mecinoides
- Phyllotrox megalops
- Phyllotrox montanus
- Phyllotrox mundus
- Phyllotrox nigripennis
- Phyllotrox nigriventris
- Phyllotrox nubifer
- Phyllotrox pallidus
- Phyllotrox posticus
- Phyllotrox pusillus
- Phyllotrox quadricollis
- Phyllotrox rubiginosus
- Phyllotrox rufipennis
- Phyllotrox rufipes
- Phyllotrox rufus
- Phyllotrox rugirostris
- Phyllotrox semirufus
- Phyllotrox sericeus
- Phyllotrox speculator
- Phyllotrox subopacus
- Phyllotrox sulcirostris
- Phyllotrox variabilis
- Phyllotrox variegatus